# متیس-سور-مر، کبک
متیس-سور-مر (به فرانسوی: Métis-sur-Mer) شهرکی در منطقه شهری لا میتیس ناحیه با-سن-لوران در استان کبک کانادا است. در سرشماری سال ۲۰۱۱ این شهرک ۶۲۲ نفر جمعیت داشته‌است و مساحت آن ۴۸٫۰۱ کیلومتر مربع است.